# Kváderezés
A kváderezés  egy épület homlokzatának vakolt felületén kiképzett, a kváderfalazatot utánzó, azonos méretű kocka vagy négyszög alakú motívumokra (kváderekre) osztása úgy, hogy az szerkezetileg jó és egyben esztétikus legyen. A 19. századi eklektikus és historizáló építészetre jellemző.

## Lásd még
- kváderkő
- hézagolás